# Rhorus gracilitor
Rhorus gracilitor är en stekelart som beskrevs av Aubert 1983. Rhorus gracilitor ingår i släktet Rhorus och familjen brokparasitsteklar. Inga underarter finns listade i Catalogue of Life.